# Ivano-Frankivsk
Ivano-Frankivsk o Ivano-Frankovsk es una ciudad y un municipio de Ucrania occidental, en la región histórica de la Galicia de los Cárpatos. Es la capital del raión (creado 2020) y del óblast homónimos. Cuenta con una población de 238 196 habitantes.
Fundada a mediados del siglo XVII como una fortaleza de la familia polaca Potocki bajo el nombre Stanislavov, fue anexada al Imperio Habsburgo en 1772 y pasó al Imperio austriaco. La fortaleza se transformó lentamente en una de las ciudades más destacadas en las extensiones de los montes Cárpatos. Después de la Primera Guerra Mundial, durante varios meses, sirvió como capital temporal de la República Popular Ucraniana Occidental. Tras la Paz de Riga en 1921, la ciudad pasó a formar parte de la Segunda República Polaca. Después de la invasión soviética de Polonia al comienzo de la Segunda Guerra Mundial, la ciudad fue anexada por la Unión Soviética, solo para ser ocupada por la Alemania nazi dos años después. Con la liberación en 1944 volvió a la Ucrania soviética y desde 1991 es una ciudad de Ucrania.
En la ciudad se encuentran elementos arquitectónicos de varias culturas. El ayuntamiento con una arquitectura polaca, el centro de negocios de la ciudad austrohúngara o los bloques de apartamentos prefabricados soviéticos en la periferia de la ciudad.

## Toponimia
Durante cuatro siglos la ciudad era conocida en español con el nombre de Stanislavov (o Stanislawow), Stanislav (o Stanislaw). En ésas épocas los nombres en idiomas locales eran Stanisławów en polaco, hasta 1939 Станисла́вов (Stanislavov) en ruso y Станиславів (Stanislaviv) en ucraniano,[cita requerida] luego[cita requerida] Станисла́в (Stanislav) en ruso y Станіслав (Stanislav) en ucraniano, parecido a su nombre alemán Stanislau.
El 9 de noviembre de 1962, la República de Ucrania cambió el nombre de Stanislav a Ivano-Frankovsk. En 2017, el alcalde, Ruslán Martsínkiv, declaró que la ciudad no se renombraría, por ser la única en el mundo que honra a Iván Frankó. Desde este cambio, el nombre ucraniano de la ciudad es Іва́но-Франкі́вськ (transliteración Ivano-Frankivsk) y su nombre ruso es Ивано-Франковск (transliteración Ivano-Frankovsk).

## Historia
| Pertenencias históricas |
| - Mancomunidad: 1662-1772 - Corona de Polonia —————————————————————— - Imperio Habsburgo: 1772-1918 - Archiducado de Austria: hasta 1867 - Reino de Galicia y Lodomeria - Imperio austrohúngaro: desde 1867 - Provincia autónoma de Galicia —————————————————————— - Ucrania Occidental: 1918-1919 - Tiradores del Sich —————————————————————— - República Popular Ucraniana: 1919 —————————————————————— - Segunda República Polaca: 1919-1939 —————————————————————— - Unión Soviética: 1939-1991 - RSS de Ucrania: 1939-1941 - Ocupación nazi: 1941-1944 - RSS de Ucrania: 1944-1991 —————————————————————— - Ucrania: desde 1991 |

Surge la población en 1662 con el nombre de Stanisławów, fundada por la familia Potocki, de la nobleza polaca, como fortaleza contra la irrupción de los tártaros y como base de la familia en la Galicia de los Cárpatos. Eventualmente recibió el Derecho de Magdeburgo. 
El fuerte resistió muchas veces el ataque de las tropas de Turquía y Rusia. Los orígenes de Stanislavov están en la Plaza del Mercado y del Ayuntamiento, las cuales existen hasta hoy aunque no en su forma original. En el desarrollo de Stanislavov se reflejaron las ideas del Renacimiento, plasmadas en la arquitectura del centro de la ciudad, en sus calles e iglesias. Por su estilo arquitectónico a veces Ivano-Frankovsk es llamada la «Pequeña Leópolis».
En el siglo XVIII era un centro de artesanos y de comercio de Polonia. Como consecuencia del primer reparto de Polonia, pasó a manos de los Habsburgo en 1772, cambiando su nombre por el de Stanislau. Desde 1804 del Imperio austríaco y desde 1867 del Imperio Austrohúngaro. Al fomento de la industria y cultura de la ciudad han hecho un gran aportación, además de los polacos, ucranianos, judíos y armenios porque sus comunidades nacionales en Stanislavov eran bastante numerosas.
La revolución del año 1848 cambió la vida de los habitantes. En la ciudad se formó el Consejo Supremo Ruteno, junto con el Consejo Nacional de Leópolis. Así mismo, se creó un grupo de la Guardia Nacional, y vio la luz el primer periódico. La segunda parte del siglo XIX trajo el progreso en la industria y la creación de las empresas industriales. En 1866 se construyó la vía férrea. Todavía existen y funcionan la fábrica de reparación de locomotoras y la fábrica de alcohol.
Durante la Primera Guerra Mundial, entre 1915 y 1916, la ciudad sufrió mucho. Fueron destruidas parte de las construcciones históricas.  El general Brusílov conquistó Stanislawow a fuerzas alemanas, en preparativo de la toma de Leópolis.  Después de la caída del Imperio austrohúngaro en el año 1918, fue fundada la República Popular de Ucrania Occidental y Stanislavov como su capital de enero a mayo de 1919.
En 1919, fue devuelta la ciudad a Polonia, cuyo consejo de ministros en noviembre de 1924 expandió el término municipal de Stanislavov en más de 1500 hectáreas, incluyendo entre otros la completa alcaldía de Knihinin Wies.  En 1932, en Stanislavov y su vecina ciudad de Rovne se publicaban 18 periódicos.
Con la invasión soviética de Polonia, desde septiembre de 1939 la ciudad pasó a formar parte de la Unión de Repúblicas Socialistas Soviéticas hasta 1941. Fue conquistada por Alemania de 1941 a 1944 y pasó otra vez a la URSS en 1944 hasta 1991 (anexión formalizada tras el triunfo soviético en 1945).  Durante la posguerra soviética, Ivano-Frankovsk fue sede del 38.º ejército soviético de tierra.
En 1962, la ciudad celebró trescientos años y fue renombrada y desde entonces se llama Ivano-Frankovsk, en honor a Iván Frankó, quien vivió en la ciudad.  Entre 1961 y 1973, la KGB persiguió a nacionalistas inspirados por la Organización de Nacionalistas Ucranianos en Ivano-Frankovsk.

### Época postsoviética
En la controversia sobre Viktor Yanukovich y su opositor Viktor Yúshchenko, tras las elecciones del 2004 Ivano-Frankovsk no ha reconocido al ganador Yanukovich. En enero de 2014, durante el Euromaidán, la sede administrativa del gobierno de Yanukóvich en Ivano-Frankovsk fue ocupada por los rebeldes.  Al día siguiente, los ocupantes ilegalizaron la simbología del Partido de las Regiones de Yanukóvich.
A continuación de la anexión de Crimea por Rusia en 2014, en Ivano-Frankovsk, a principios de 2015 había una gran evasión de la leva militar.
Tras la invasión rusa de Ucrania, los ataques que ha sufrido Ivano-Frankovsk eran aéreos, dado que está lejos de Rusia. Los primeros ataques, en febrero y marzo del 2022 se dirigieron contra su aeropuerto. A partir de la explosión del puente de Crimea de 2022 ha habido repetidos ataques aéreos contra Ivano-Frankovsk, al igual que contra otras ciudades y provincias de Ucrania. Entre los daños en infraestructuras en Ivano-Frankovsk y su región destaca la destrucción de la central térmica de 2500MW en Burshtín por varios ataques.

## Demografía
A 1 de enero de 2022 vivían en Ivano-Frankivsk 238,2 mil personas. El número de residentes ha aumentado en 91 personas desde principios de año. Estos cambios se debieron al crecimiento migratorio de 1302 personas, mientras que se produjo un descenso natural de la población de 961 personas.[cita requerida]
Según una encuesta realizada por el Instituto Republicano Internacional en abril-mayo de 2023, el 97 % de la población de la ciudad hablaba ucraniano en casa, y el 3 % hablaba ruso.

## Geografía
Se asienta Ivano-Frankovsk en el extremo occidental de la Ucrania, en un promontorio entre el margen izquierdo del Bistritza Blanco (en ucraniano Bistritsia Solotvinska, anteriormente Bistritsia Zolota, dorada) y el margen derecho del Bistritza Negro (en ucraniano Bistritsia Nadvirnyanska, anteriormente Bistritsia Chorna, negra). Ambos desembocan eventualmente en el Dniester.

### Clima
| Parámetros climáticos promedio de Ivano-Frankivsk (1991-2020) | Parámetros climáticos promedio de Ivano-Frankivsk (1991-2020) | Parámetros climáticos promedio de Ivano-Frankivsk (1991-2020) | Parámetros climáticos promedio de Ivano-Frankivsk (1991-2020) | Parámetros climáticos promedio de Ivano-Frankivsk (1991-2020) | Parámetros climáticos promedio de Ivano-Frankivsk (1991-2020) | Parámetros climáticos promedio de Ivano-Frankivsk (1991-2020) | Parámetros climáticos promedio de Ivano-Frankivsk (1991-2020) | Parámetros climáticos promedio de Ivano-Frankivsk (1991-2020) | Parámetros climáticos promedio de Ivano-Frankivsk (1991-2020) | Parámetros climáticos promedio de Ivano-Frankivsk (1991-2020) | Parámetros climáticos promedio de Ivano-Frankivsk (1991-2020) | Parámetros climáticos promedio de Ivano-Frankivsk (1991-2020) | Parámetros climáticos promedio de Ivano-Frankivsk (1991-2020) |
| Mes                                                           | Ene.                                                          | Feb.                                                          | Mar.                                                          | Abr.                                                          | May.                                                          | Jun.                                                          | Jul.                                                          | Ago.                                                          | Sep.                                                          | Oct.                                                          | Nov.                                                          | Dic.                                                          | Anual                                                         |
| ------------------------------------------------------------- | ------------------------------------------------------------- | ------------------------------------------------------------- | ------------------------------------------------------------- | ------------------------------------------------------------- | ------------------------------------------------------------- | ------------------------------------------------------------- | ------------------------------------------------------------- | ------------------------------------------------------------- | ------------------------------------------------------------- | ------------------------------------------------------------- | ------------------------------------------------------------- | ------------------------------------------------------------- | ------------------------------------------------------------- |
| Temp. máx. abs. (°C)                                          | 16.1                                                          | 20.9                                                          | 26.0                                                          | 30.4                                                          | 32.2                                                          | 33.9                                                          | 37.1                                                          | 37.2                                                          | 36.3                                                          | 28.4                                                          | 22.1                                                          | 19.1                                                          | 37.2                                                          |
| Temp. máx. media (°C)                                         | 0.8                                                           | 3.0                                                           | 8.1                                                           | 15.3                                                          | 20.5                                                          | 23.7                                                          | 25.8                                                          | 25.5                                                          | 20.0                                                          | 14.1                                                          | 7.1                                                           | 1.8                                                           | 13.8                                                          |
| Temp. media (°C)                                              | -3.0                                                          | -1.5                                                          | 2.8                                                           | 9.1                                                           | 14.1                                                          | 17.7                                                          | 19.5                                                          | 18.9                                                          | 13.8                                                          | 8.3                                                           | 3.0                                                           | -1.7                                                          | 8.4                                                           |
| Temp. mín. media (°C)                                         | -6.7                                                          | -5.3                                                          | -1.8                                                          | 3.2                                                           | 8.1                                                           | 12.0                                                          | 13.8                                                          | 13.0                                                          | 8.4                                                           | 3.7                                                           | -0.4                                                          | -5.0                                                          | 3.6                                                           |
| Temp. mín. abs. (°C)                                          | -33.9                                                         | -32.5                                                         | -26.1                                                         | -11.1                                                         | -3.9                                                          | 0.0                                                           | 3.9                                                           | 3.4                                                           | -4.0                                                          | -14.2                                                         | -18.7                                                         | -35.7                                                         | -35.7                                                         |
| Precipitación total (mm)                                      | 28                                                            | 33                                                            | 41                                                            | 44                                                            | 80                                                            | 93                                                            | 93                                                            | 65                                                            | 70                                                            | 49                                                            | 32                                                            | 34                                                            | 662                                                           |
| Días de lluvias (≥ 1 mm)                                      | 7.0                                                           | 7.7                                                           | 7.5                                                           | 8.5                                                           | 10.3                                                          | 11.2                                                          | 10.1                                                          | 9.3                                                           | 8.2                                                           | 7.0                                                           | 7.4                                                           | 8.4                                                           | 102.6                                                         |
| Humedad relativa (%)                                          | 81.8                                                          | 80.0                                                          | 75.9                                                          | 70.2                                                          | 71.3                                                          | 73.9                                                          | 73.8                                                          | 75.6                                                          | 78.7                                                          | 80.5                                                          | 84.1                                                          | 85.6                                                          | 77.6                                                          |
| Fuente n.º 1: Погода и климат                                 |                                                               |                                                               |                                                               |                                                               |                                                               |                                                               |                                                               |                                                               |                                                               |                                                               |                                                               |                                                               |                                                               |
| Fuente n.º 2: OMM                                             |                                                               |                                                               |                                                               |                                                               |                                                               |                                                               |                                                               |                                                               |                                                               |                                                               |                                                               |                                                               |                                                               |

## Infraestructura

### Economía
Es un centro de construcción de maquinaria y construcción ferrovial, industria maderera, industria de química e industria ligera.

### Educación
Dispone de 25 escuelas, 2 universidades y 2 academias.

### Transporte
Ivano-Frankivsk tiene un aeropuerto y comunicación mediante autobuses y ferrocarril.

### Salud
Posee la Universidad Nacional de Medicina de Ivano-Frankovsk.  Durante la guerra con Rusia, ha sido centro de acopio de desplazados internos, a quienes se les ha ofrecido salud mental en Ivano-Frankovsk.

## Cultura

### Ciudades hermanadas
Ivano-Frankivsk está hermanada con las siguientes ciudades y entidades administrativas:
| Entidad y fecha de hermanamiento | Entidad y fecha de hermanamiento | Entidad y fecha de hermanamiento | Entidad y fecha de hermanamiento | Entidad y fecha de hermanamiento | Entidad y fecha de hermanamiento | Entidad y fecha de hermanamiento | Entidad y fecha de hermanamiento | Entidad y fecha de hermanamiento | Entidad y fecha de hermanamiento | Entidad y fecha de hermanamiento |
| -------------------------------- | -------------------------------- | -------------------------------- | -------------------------------- | -------------------------------- | -------------------------------- | -------------------------------- | -------------------------------- | -------------------------------- | -------------------------------- | -------------------------------- |
| Rzeszów                          | 2000                             |                                  | Brest                            | 2004                             |                                  | Jelgava                          | 2007                             |                                  | Koszalin                         | 2010                             |
| Condado de Chrzanów              | 2001                             | Tomaszów Mazowiecki              | 2004                             | Świdnica                         | 2008                             | Přerov                           | 2010                             |                                  |                                  |                                  |
| Gmina Chrzanów                   | 2001                             | Opole                            | 2005                             | C. de Arlington                  | 2009                             | D. de Strășeni                   | 2016                             |                                  |                                  |                                  |
| Rybnik                           | 2001                             | Distrito de Trakai               | 2006                             | Lublin                           | 2009                             | Rustavi                          | 2016                             |                                  |                                  |                                  |
| Zielona Góra                     | 2001                             | Lodz                             | 2006                             | Distrito de Nowa Sól             | 2010                             | Braga                            | 2017                             |                                  |                                  |                                  |

En febrero de 2016, el Ayuntamiento de Ivano-Frankovsk puso fin a sus relaciones de hermanamiento con las ciudades rusas Surgut, Sérpujov y Veliki Nóvgorod debido a la Crisis de Crimea de 2014.

## Patrimonio
- Catedral de la Resurrección de Cristo
- Colegiata de la Santísima Virgen María